# Сардык (приток Кильмези)
Сардык — река в Удмуртии, протекает в Селтинском районе. Устье реки находится в 156 км по правому берегу реки Кильмезь. Длина реки составляет 20 км, площадь водосборного бассейна 96,3 км².
Исток реки находится восточнее деревни Аманы в 27 км к северо-западу от села Селты. Река течёт на юг, протекает село Копки, затем входит в ненаселённый заболоченный лесной массив. Приток — Кучим (левый). Впадает в Кильмезь выше деревни Юберинский Перевоз.

## Данные водного реестра
По данным государственного водного реестра России относится к Камскому бассейновому округу, водохозяйственный участок реки — Вятка от водомерного поста посёлка городского типа Аркуль до города Вятские Поляны, речной подбассейн реки — Вятка. Речной бассейн реки — Кама.
По данным геоинформационной системы водохозяйственного районирования территории РФ, подготовленной Федеральным агентством водных ресурсов:
- Код водного объекта в государственном водном реестре — 10010300512111100038811
- Код по гидрологической изученности (ГИ) — 111103881
- Код бассейна — 10.01.03.005
- Номер тома по ГИ — 11
- Выпуск по ГИ — 1